# Castell-nedd Port Talbot
Castell-nedd Port Talbot (en anglès Neath Port Talbot) és un comtat del sud de Gal·les. Es va formar a partir dels antics districtes de Neath, Port Talbot i part de la vall de Lliw l'abril de 1996 com Neath and Port Talbot, encara que poc després va canviar el seu nom per l'actual.
Aquest comtat limita amb les àrees de Bridgend i Rhondda Cynon Taf a l'est, Powys i Carmarthenshire al nord i Swansea a l'oest. Les seves principals ciutats són Neath, Port Talbot i Pontardawe.